# Kína címere

Kína címere

Kína címere a Kínai Népköztársaság szimbóluma, s egyben szuverenitásának jelképe. A címer 1950. március 23-án került beterjesztésre a KKP ülésén, amelyet aztán szeptember 20-án fogadtak el hivatalosan is jelképnek. A címer terveit Huijin Lin, Li Csong-csun és még további két egyetemi tanár dolgozták ki.
A Kínai Népi Alkotmány 37. cikkelye kimondja, hogy "a Kínai Népköztársaság címerének közepén a Tiananmen térnek és az öt csillagnak ott kell állnia! Továbbá az arany fogaskeréknek, a búzából készült karimának és a vörös köpenynek, amely május 5-e tiszteletére szerepel!" Május 5-e a modern Kína születésének napja, a forradalmi és munkásmozgalmi harcok befejezésének évfordulója.
Az 5 csillag közül a legnagyobbik jelöli a KKP-t, míg a másik négy az embereket. A fogaskerék és a karima a munkás- és parasztosztály jelképe, a Tiananmen tér pedig az "ország (és Peking) főtere". A vörös szín a hatalom, az erő jelképe.

## Használata
1991. március 2-án az Országos Népi Gyűlés Állandó Bizottsága jóváhagyta azt a (későbbi 41. számú) rendeletet, melynek értelmében a címert kötelező érvényűen használni kell:
- a Népi Kongresszus és a Népi Kormány épületeinél,
- a Központi Katonai Bizottság épületeinél,
- a bíróságok, minisztériumok, nagykövetség, egyéb diplomáciai épületeknél.

Használni kell továbbá az alábbi nyilvános helyeken:
- a Tiananmen téren,
- a bírósági épületek előterében,
- a határállomásokon.

Az alábbi szervek pecsétjének kötelezően tartalmaznia kell a címert:
- Országos Népi Gyűlés Állandó Bizottsága, Államtanács, Központi Katonai Bizottság, Legfelsőbb Népi Bíróság, valamint ezen szervek vezetőinek személyes pecsétje,
- minden egyéb országos vagy tartományi szintű legfelsőbb vezető személyes pecsétje, hivatalos irata, borítéka stb.

Külföldi nagykövetségek és egyéb diplomáciai képviseletek kizárólag a kormány engedélyével használhatják a címert.
A címer bármilyen formában történő meggyalázása (nyilvános égetés, firkálás, taposás stb.) akár halálbüntetést is vonhat maga után.

## Fordítás
- Ez a szócikk részben vagy egészben  a(z)   中华人民共和国国徽 című kínai Wikipédia-szócikk fordításán alapul.  Az eredeti cikk szerkesztőit annak laptörténete sorolja fel. Ez a jelzés csupán a megfogalmazás eredetét és a szerzői jogokat jelzi, nem szolgál a cikkben szereplő információk forrásmegjelöléseként.